# 丹麦山站
丹麦山站（英語：Denmark Hill railway station）是英国伦敦萨瑟克区丹麦山 的火车站，该火车站坐落于南伦敦线和东伦敦线上。 丹麦山站是伦敦地上铁网络的一站，鄰近伦敦大学国王学院和Maudsley醫院。車站主要服务伦敦地上铁网络的通勤列车，另外来自两大伦敦的火车站維多利亞和黑衣修士站的列车也会通过此站。